# Malschwitz

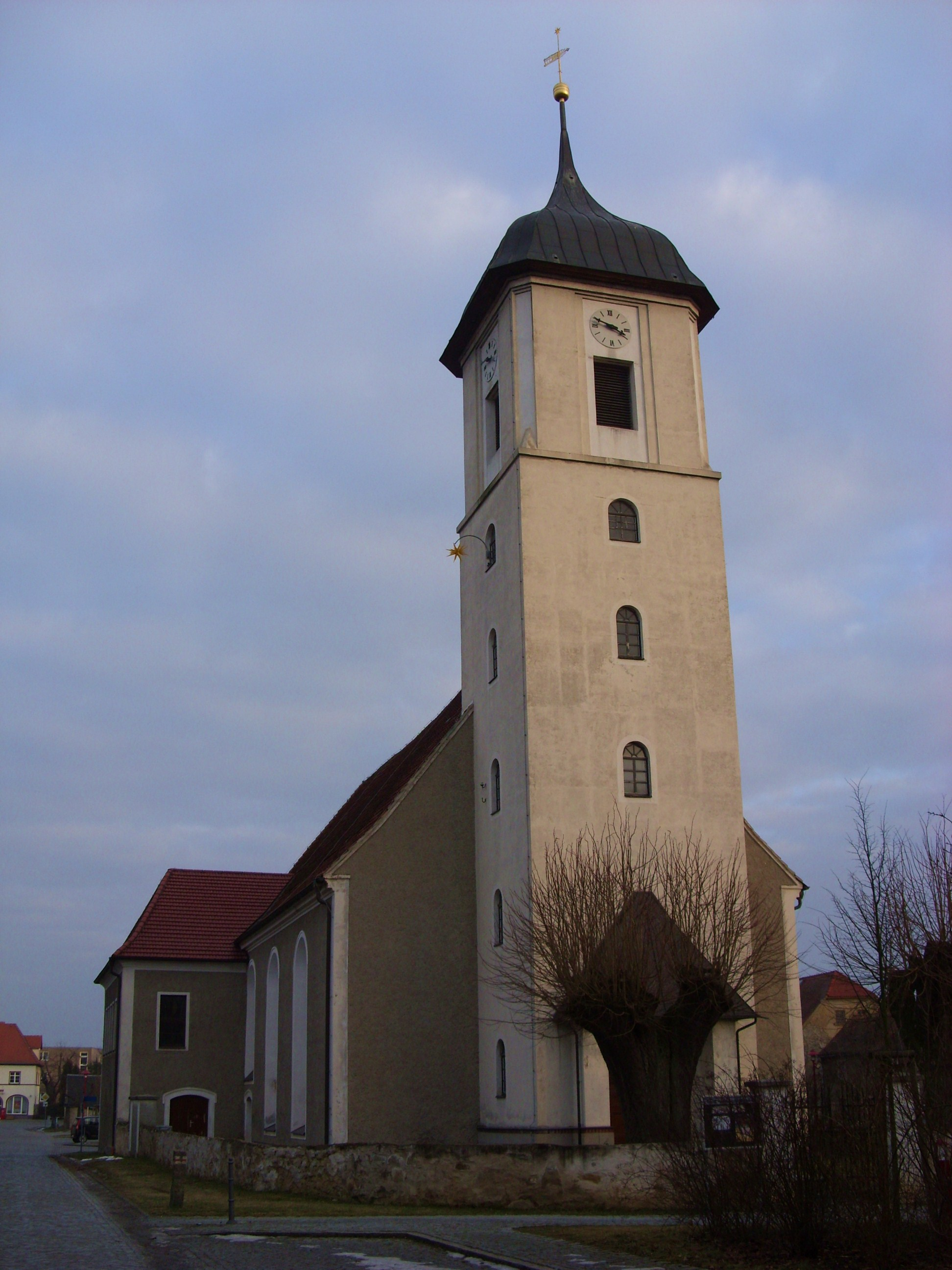
Nhà thờ ở Malschwitz

Malschwitz, tiếng Sorbia Malešecy, là một đô thị ở phía đông bang Sachsen, Đức. Đô thị Malschwitz có diện tích km², dân số thời điểm ngày 31 tháng 12 năm 2006 là 3691 người. Đô thị Malschwitz thuộc huyện of Bautzen và có cự ly 6 km về phía đông bắc Bautzen.
Đô thị Malschwitz gồm các làng:
- Malschwitz (Malešecy),
- Pließkowitz (Plusnikecy),
- Briesing (Brězynka),
- Niedergurig (Delnja Hórka),
- Doberschütz (Dobrošecy),
- Kleinbautzen (Budyšink),
- Preititz (Přiwćicy),
- Cannewitz (Skanecy),
- Rackel (Rakojdy),
- Baruth bei Bautzen (Bart),
- Brießnitz (Brězecy),
- Dubrauke (Dubrawka),
- Buchwalde (Bukojna) và
- Gleina (Hlina).